# Podgora (gmina Dobrepolje)
Podgora – wieś w Słowenii, w gminie Dobrepolje. W 2018 roku liczyła 119 mieszkańców.